# Exocentrus angusticollis
Exocentrus angusticollis är en skalbaggsart som beskrevs av Fisher 1925. Exocentrus angusticollis ingår i släktet Exocentrus och familjen långhorningar.
Artens utbredningsområde är Filippinerna. Inga underarter finns listade i Catalogue of Life.